# Прошедшее время
Прошедшее время, претерит (лат. praeteritum) — одна из модальностей грамматической категории времени, форма финитного глагола, используемая для описания ситуации, имевшей место до момента речи или до момента, описываемого в речи.

## Классификация
В ряде языков глаголы могут иметь несколько разных прошедших времён. Часто данная категория бывает представлена повествовательным (нарративным, иначе — претерит) и неповествовательным (актуальным) прошедшим временем.
В свою очередь повествовательное время может принимать разные формы, например:
- аорист — для обозначения события как звена в последовательности других событий;
- имперфект — для обозначения события, одновременного другим событиям;
- плюсквамперфект — для обозначения события, предшествовавшего по отношению к некоторой ситуации в прошедшем.

## Прошедшее время в разных языках

### Прошедшее время в русском языке
В русском языке одна форма прошедшего времени, которая, однако, может принимать совершенный или несовершенный вид.
Прошедшее время в русском языке образуется путём суффикса -л, который заменяет инфинитивный постфикс -ть: пить — пил; лететь — летел. В женском роде после к суффиксу -л добавляется гласная а: он светил — она светила, а в среднем -- о: он светил -- оно светило.
Совершенное прошлое время отличается от несовершенного приставкой вы-, за- или с-: ел — съел, душил (бил) — задушил (забил), пил (учил) — выпил (выучил).
Существуют и неправильные формы глагола: идти, но шёл (пр.в. от идти)

### Прошедшее время в английском языке
В современном английском языке присутствует несколько форм прошедшего времени:
- Past Indefinite (Simple) —  образуется при помощи глагола во второй форме. Пример: Yesterday I was very happy —  Вчера я был очень счастлив.
- Past Continuous — «продолжительное» время, описывает события, происходившие некоторое время в прошлом. Образуется при помощи форм глагола to be, was/were, после подлежащего, глагол принимает окончание -ing. Пример: You were watching TV all night — Ты смотрел телевизор всю ночь.
- Present Perfect — в английском формально является настоящим временем. Образуется при помощи вспомогательного глагола have/has и глагола третьей формы (V+ed для правильных глаголов). Пример: Have you ever been to Moscow? — Ты когда-нибудь был в Москве?
- Past Perfect — используется для обозначения действия произошедшего в прошлом до какого-то другого действия, произошедшего тоже в прошлом. Образуется при помощи формы глагола to have, had, после подлежащего и глагола в третьей форме. Пример: I had been at school, by beginning of the 4th lesson — Я был в школе к началу 4 урока.
- Present Perfect Continuous — описывает события, которые длились некоторое время в прошлом и длятся до сих пор. Образуется при помощи конструкции have/has been + глагол с окончанием -ing. Пример: I have been playing football since 2011 — Я играю в футбол с 2011.
- Past Perfect Continuous — описывает действие, происходившее от одного до какого-то другого момента в прошлом. Образуется при помощи формы had been и глагола с окончанием -ing. Пример: She had been learning English for 3 years before she started her Spanish course — Она учила английский три года, пока не начала ходить на курсы испанского.

### Прошедшее время в немецком языке
В немецком языке прошедшее время представлено тремя формами:
- Präteritum — простое прошедшее время. Образуется от основы второй формы глагола с суффиксом -te- с личными окончаниями (для слабых глаголов) либо табличным вариантом. Пример, Mein Vater saß hier heute — сегодня здесь сидел мой отец.
- Perfekt — сложное прошедшее время. Образуется при помощи вспомогательных глаголов haben или sein и формы Partizip II смыслового глагола. Пример: Ich bin so langsam gegangen! — Я так медленно шёл!
- Plusquamperfekt — сложное прошедшее время, обозначающее давно происходившее действие. Часто используется относительно других форм для выявления разницы во времени между двумя действиями. Образуется, как и Perfekt, при помощи вспомогательных глаголов haben и sein с Partizip II, но вспомогательный глагол всегда стоит в форме Präteritum. Пример: Du hattest erschreckliche Dinge getan! — Ты творил ужасные вещи!

### Прошедшее время во французском языке
Во французском языке к прошедшим временам относятся:
- Imparfait.
- Passé simple.
- Passé composé. Особенность — présent вспомогательного глагола.
- Plus-que-parfait. Особенность — imparfait вспомогательного глагола.
- Passé anterieur. Особенность — passé simple вспомогательного глагола.
- Passé immediat. Особенность — présent глагола venir + de + infinitif
- Imperatif passé.
- Conditionnel passé Ier et IIe forme.
- фр. Subjonctif passé, фр. Subjonctif imparfait, фр. Subjonctif plus-que-parfait

### Прошедшее время в древнегреческом языке
В древнегреческом к прошедшим временам относятся три вида исторических времен — аорист, имперфект и плюсквамперфект, а также одно из так называемых главных времен, перфект.